# 122E busz (Budapest)
A budapesti 122E jelzésű autóbusz Újpest-városkapu metróállomás és Káposztásmegyer, Mogyoródi-patak között közlekedik. A viszonylatot az ArrivaBus Kft. üzemelteti. Hétvégén és munkaszüneti napokon nem közlekedik.
A járat útvonalán az Megyeri út / Fóti út és Káposztásmegyer, Mogyoródi-patak között a 30-as busz is közlekedik, amellyel Újpest-központban érhető el az M3-as metró.

## Története
2008. szeptember 8-án, a korábbi 122-es busz helyett 122-es jelzéssel indult buszjárat Újpest-városkapu és Káposztásmegyer, Mogyoródi-patak között. Csak munkanapokon csúcsidőben közlekedett, a kieső kapacitás biztosítására a 30-as buszt meghosszabbították a Mogyoródi-patakig.
2012. április 2-ától Újpest, Árpád út hajóállomásnál is megállt.
2014. szeptember 15-étől üzemideje és járatsűrűsége bővült, a sűrítés miatt pedig szóló buszok közlekedtek a vonalon.
2016. február 1-jétől újra csuklós buszok közlekedtek a vonalon, üzemideje pedig csökkent.
2020. április 1-jén a koronavírus-járvány miatt bevezették a szombati menetrendet, ezért a vonalon a forgalom szünetelt. Az intézkedést a zsúfoltság miatt már másnap visszavonták, így április 6-ától újra a tanszüneti menetrend volt érvényben, a szünetelő járatok is újraindultak.
2022. január 17-étől a Szilaspatak sornál is megállt.
2023. március 20-án a viszonylat jelentősen átalakult: részben módosított útvonalon, de ritkább megállókiosztással, zónázó járatként közlekedik 122E jelzéssel. A továbbiakban nem érinti az Újpest, Árpád út hajóállomás, Tímár utca és Káposztásmegyer irányában a Megyeri temető megállóhelyeket sem, ezen felül a Homoktövis utcában található megállóhelyeket sem. Káposztásmegyer irányában is a Megyeri úton és a Külső Szilágyi úton át közlekedik, érintve az itteni Homoktövis utca, Sárpatak utca és Káposztásmegyer, Megyeri út megállóhelyeket is. Üzemideje kibővült, csúcsidőszakon kívül is jár, a 30-as buszokkal összehangolt menetrend szerint.

## Útvonala
| Káposztásmegyer, Mogyoródi-patak felé                                                                                            |
| Újpest-városkapu M vá. – szervizút – Árva utca – Váci út – Megyeri út – Külső Szilágyi út – Káposztásmegyer, Mogyoródi-patak vá. |
| Újpest-városkapu felé |
| Káposztásmegyer, Mogyoródi-patak vá. – Külső Szilágyi út – Megyeri út – Váci út – Árva utca – szervizút – Újpest-városkapu M vá. |

## Megállóhelyei
| 0  | Újpest-városkapu M végállomás               | 16 | 121, 196A 300, 302, 303, 305, 308, 309, 310, 312, 313, 314, 315, 316, 318, 319, 320, 321, 872, 880, 882, 883, 884, 889, 890, 893 1010, 1011, 1013, 1014 S72 Z72 S76 |
| 5  | Szusza Ferenc Stadion                       | 10 | 96, 196 |
| 6  | Megyeri út / Fóti út                        | 9  | 30, 30A, 96, 147, 196, 230 |
| ∫  | Megyeri temető                              | 8  | 30, 30A, 147, 196, 230 |
| 8  | Megyer, Szondi utca                         | 7  | 30, 30A, 196, 230 |
| 9  | Szilaspatak sor                             | 6  | 30, 196, 230 |
| 10 | Óceán-árok utca                             | 5  | 30, 196, 230 |
| 10 | Íves út                                     | 4  | 30, 230 |
| 11 | Homoktövis utca / Megyeri út                | 3  | 30, 126, 296, 296A |
| 12 | Sárpatak utca                               | 2  | 30, 126, 296, 296A |
| 13 | Káposztásmegyer, Megyeri út                 | 1  | 14 30, 126, 296, 296A 2A (Dunakeszi helyi járat) |
| 14 | Székpatak utca                              | 0  | 30, 126 2A (Dunakeszi helyi járat) |
| 15 | Káposztásmegyer, Mogyoródi-patak végállomás | 0  | 30, 126, 296, 296A |

## Képgaléria

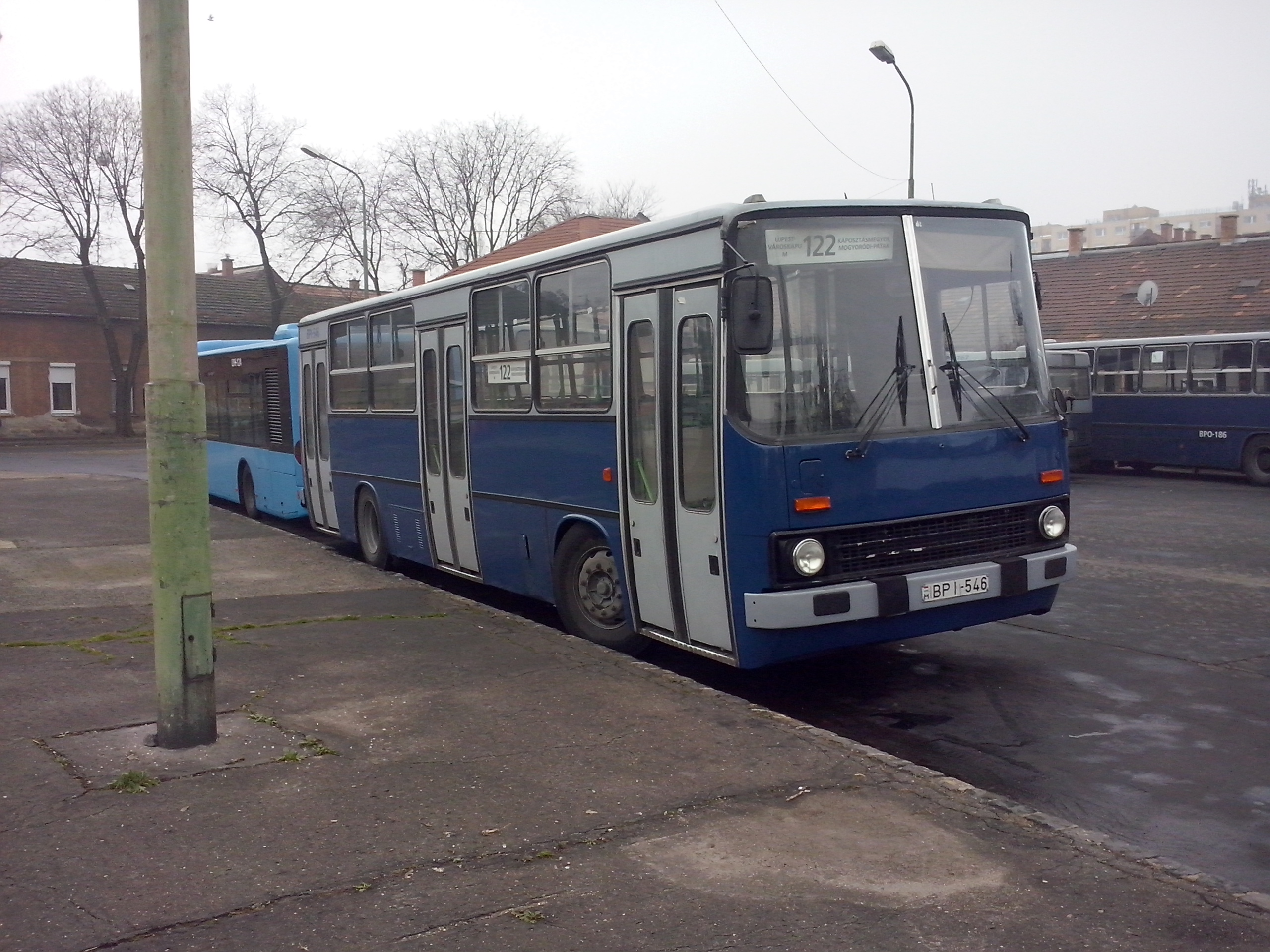
Korábban szóló buszok is közlekedtek
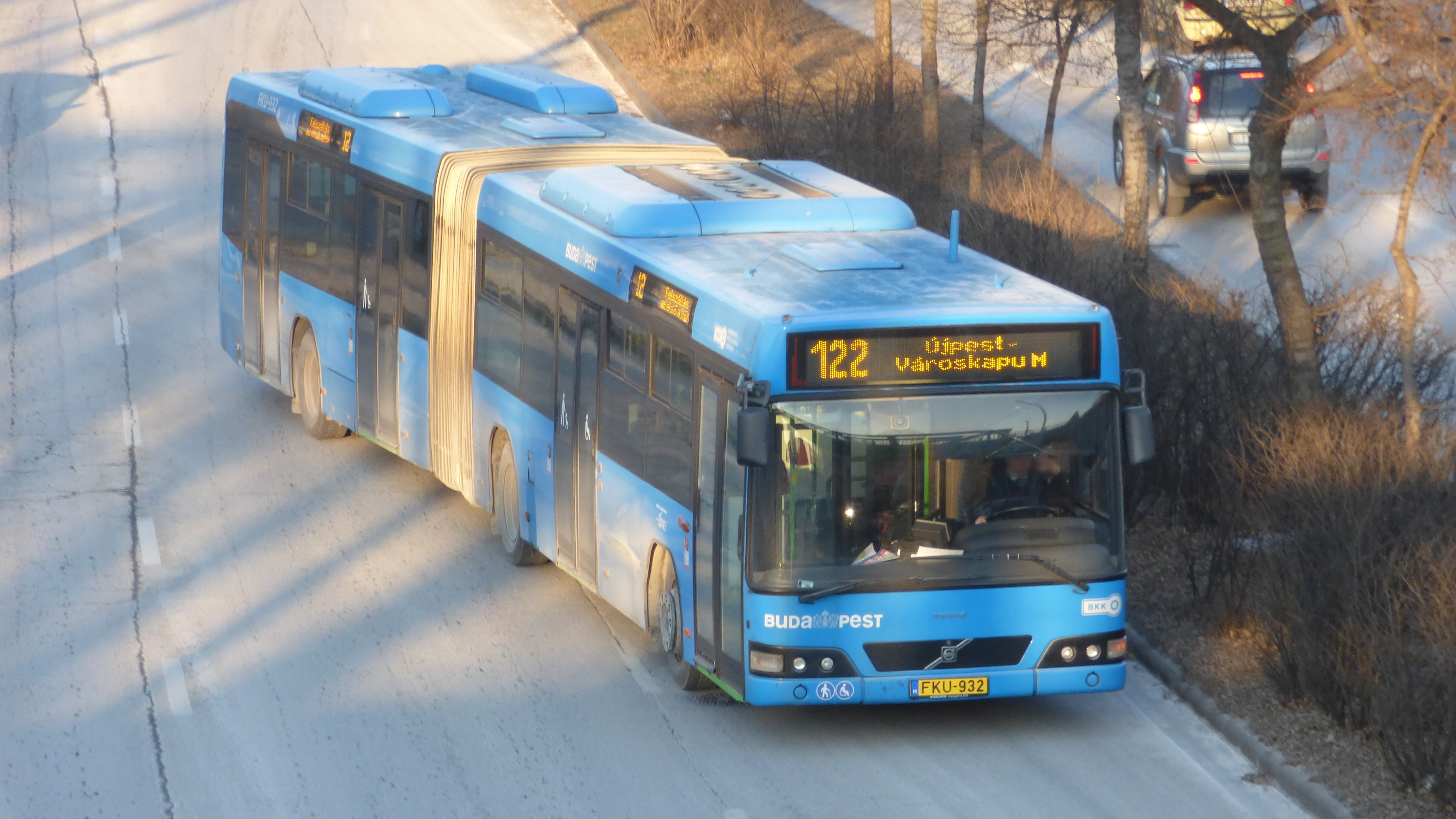
Volvo 7700A az újpesti vasúti híd felől
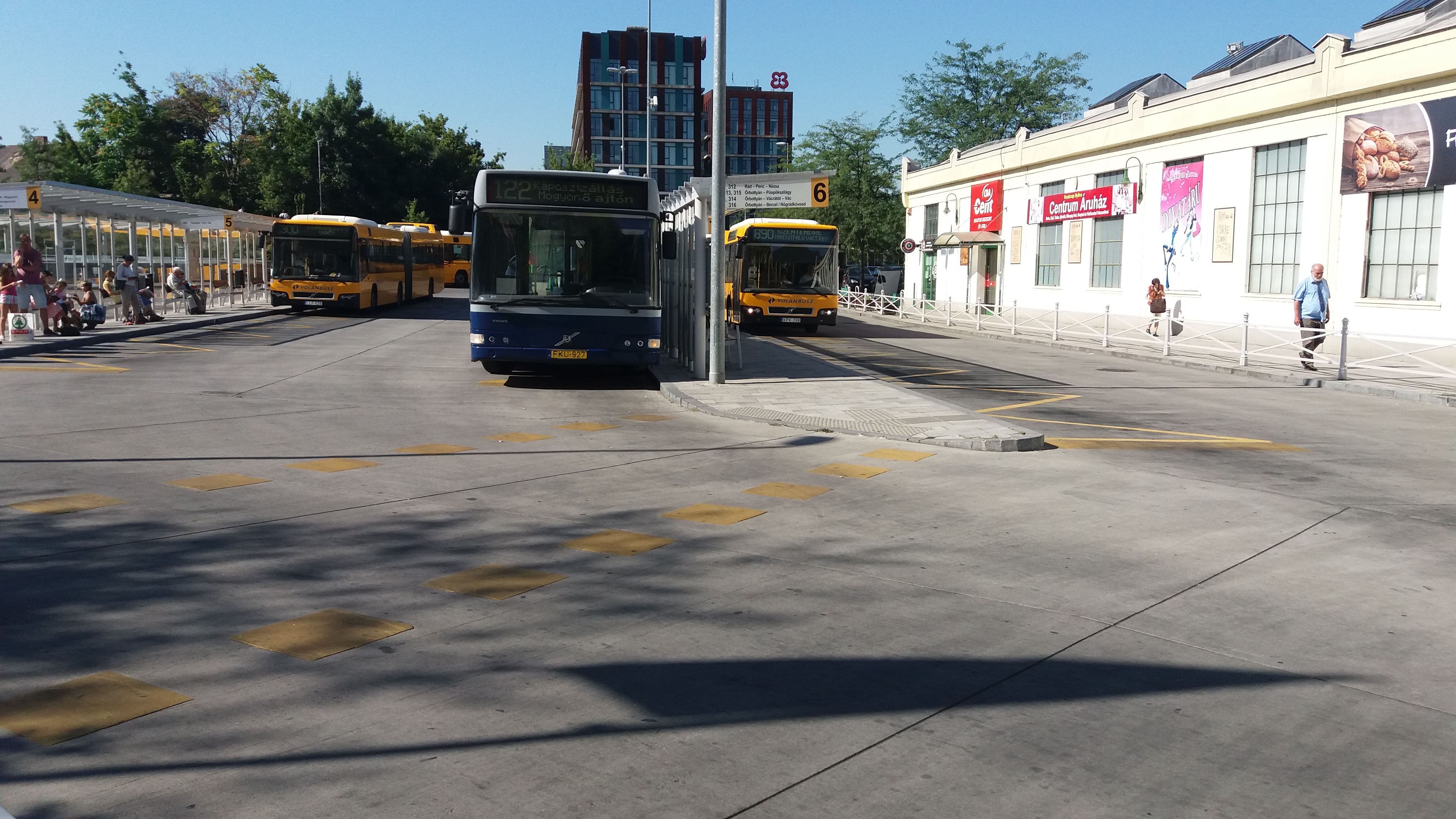
Volvo 7700A Újpest-városkapu végállomáson
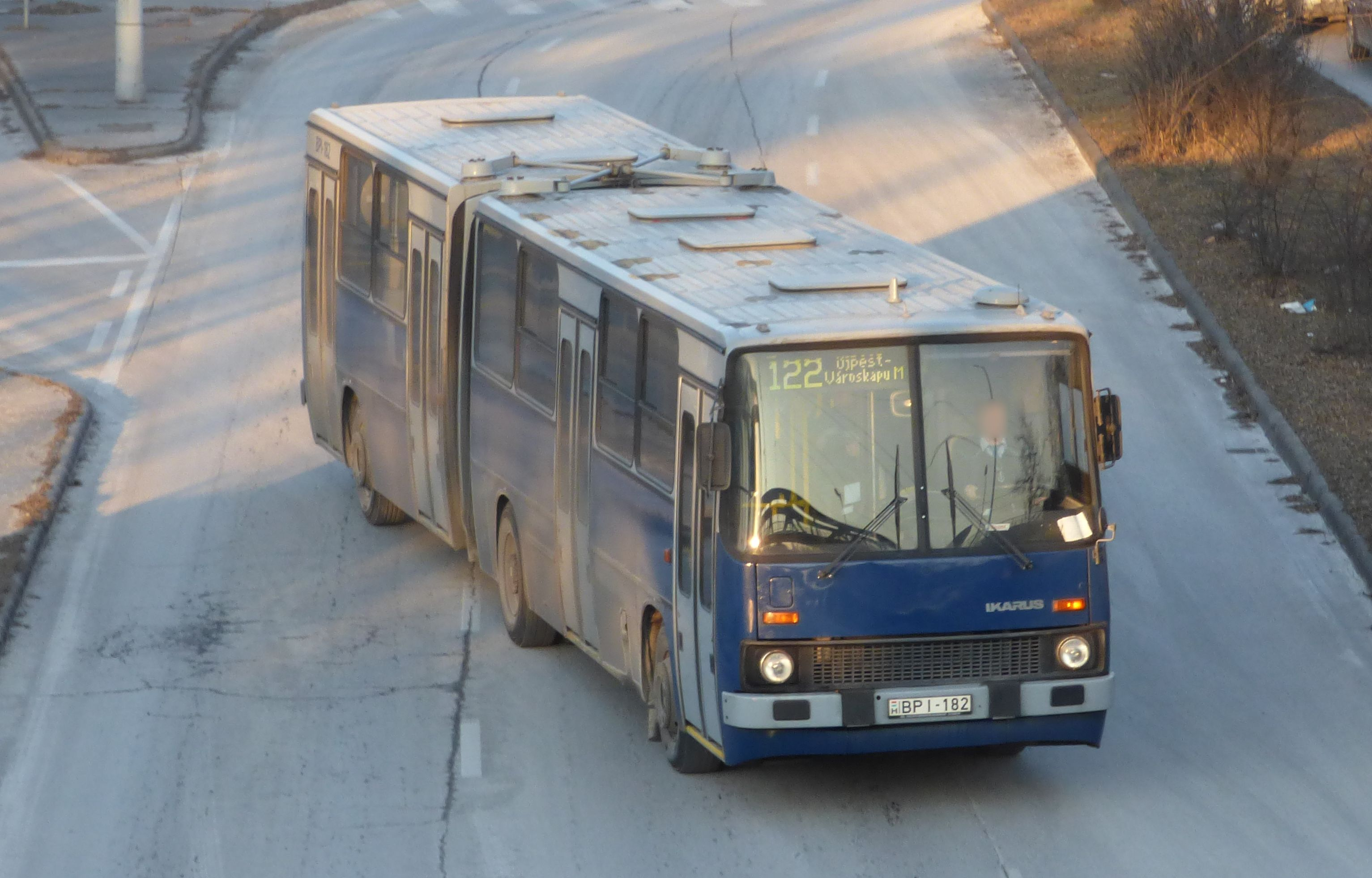
Ikarus 280-as az újpesti vasúti híd felől
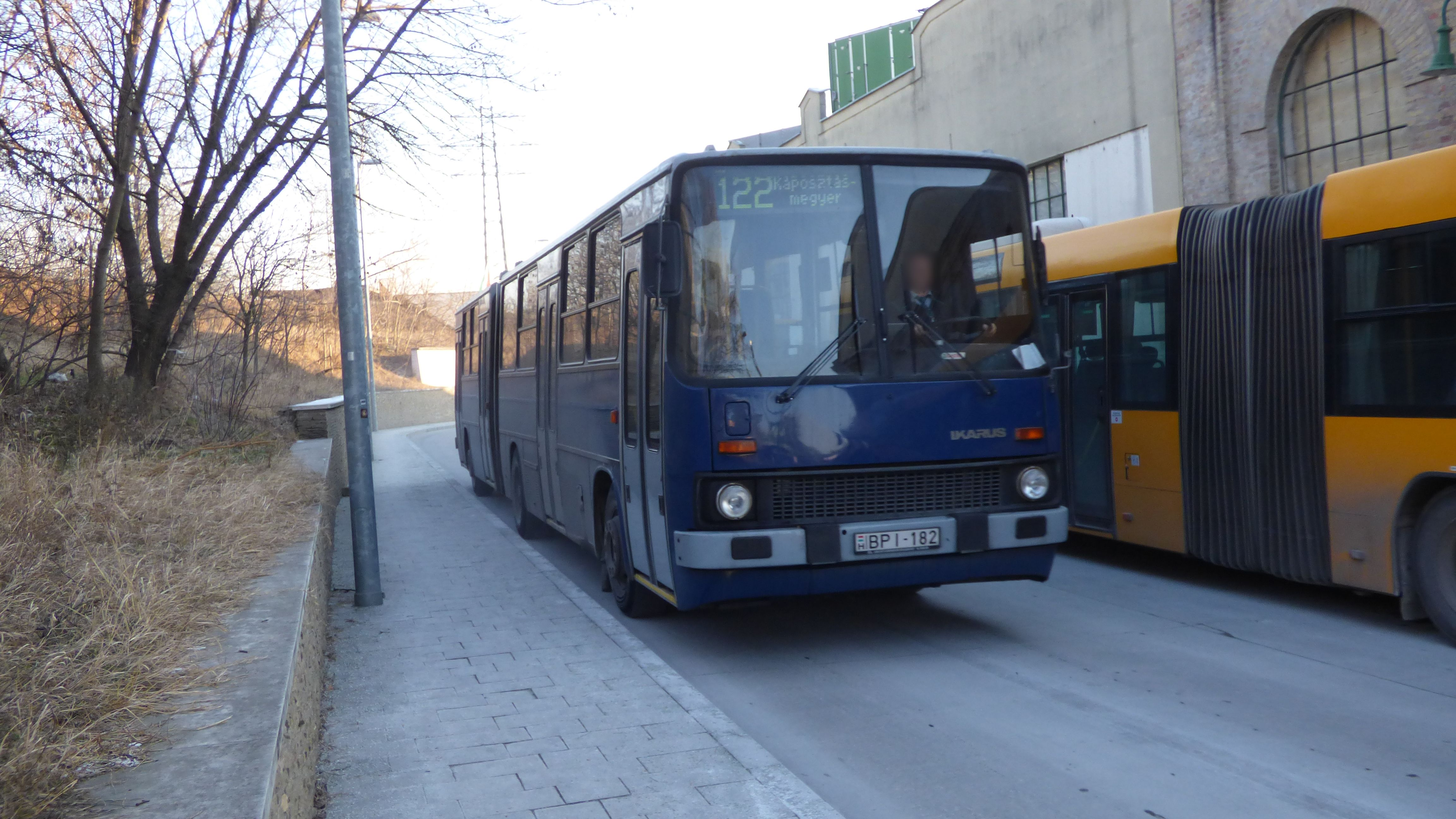
Ikarus 280-as Újpest-városkapunál